# Kombinovana klešta
Kombinovana klešta su alat koji služi za sečenje i skidanje izolacije. Mogu da seku tvrd čelik do 1,2 mm, meki čelik do 2 mm i bakra do 2,6 mm. Drugom imenom se zovu motocangle ili kombinirke. Srednja veličina im je oko 165 mm. Imaju izolovane drške ili su od plastike.

## Spoljašnje veze
- Архивирано на веб-сајту  (12. август 2020)